# Argentační chromatografie
Argentační chromatografie je označení pro chromatografické metody, při kterých se používají stacionární fáze obsahující stříbrné soli. Takovéto stacionární fáze jsou vhodné pro rozdělování organických sloučenin na základě počtu a druhů alkenových skupin. Lze je spojit s plynovou i mnoha druhy kapalinové chromatografie, jako je například chromatografie na tenké vrstvě. Analyty s alkenovými skupinami prochází chromatografickou kolonou pomaleji než ty, které alkeny neobsahují; metoda je také citlivá na druh alkenu. Obzvláště vhodná je argentační chromatografie pro analýzu tuků a mastných kyselin, které mohou být nasycené (obsahující pouze alkanové skupiny) a nenasycené (mající alespoň jednu alkenovou skupinu).

## Teorie

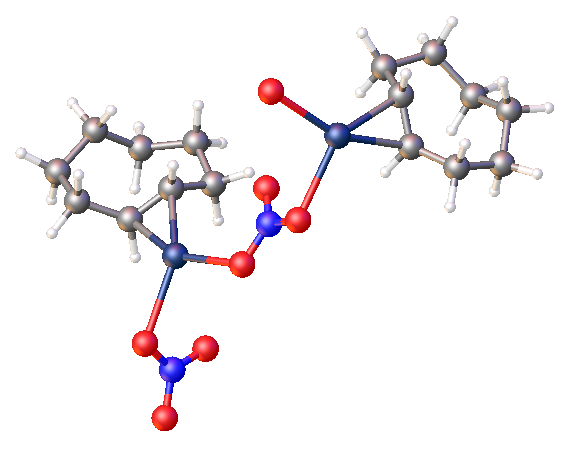
Struktura komplexu dusičnanu stříbrného a trans-cyklooktenu; červená = O, světle modrá = N, tmavě modrá = Ag, šedá = C, bílá = H.

Stříbrné ionty vytváří s alkeny komplexy vratně, ovšem dstatečně pevně na to, aby mohly být zkoumány analyty obsahující alkeny.